# Vladislav IV. Poljski
Vladislav IV. Vasa (poljsko Władysław IV Waza), kralj Poljske, veliki knez Litve, * 9. junij 1595, Łobzów pri Krakovu, † 20. maj 1648, Merkinė, Litva.
Vladislav IV. je Poljsko-Litvanski uniji vladal od leta 1632. S svojim odprtim značajem in vojaško spretnostjo si je že kot mladenič zagotovil simpatije Poljakov, tako da z njegovo izvolitvijo za kralja ni bilo težav. Kljub temu sejm (poljski plemiški parlament) ni sledil njegovim predlogom in je vztrajno zavračal vse spremembe, ki bi okrepile vojsko, državo in kraljevo oblast. Z vojaško spretnostjo njegovih vojskovodij mu je tudi z manj vojaki uspelo ubraniti državo pred napadi Rusov, Turkov in Švedov. Od Švedov je dobil nazaj Livonijo in dosegel, da so ukinili takse na poljsko trgovino po Baltiku. Vladislavu se niso posrečili poskusi posredovanja med nasprotniki v tridesetletni vojni. Tudi njegov zadnji načrt, da bi Ukrajinske kozake pridobil za boj proti muslimanom, ni bil uspešen in je v Ukrajini zanetil splošno vstajo že dolgo časa nezadovoljnega prebivalstva.

## Mladostniško obdobje
Vladislav je bil prvi sin poljskega kralja Sigismunda III. in princese Ane, hčerke avstrijskega nadvojvode Karla II. Pri petih letih mu je umrla mati. Vzgajali so ga nemški vzgojitelji. Desetleten je dobil svoj dvor. Nekaj let je obiskoval krakovsko univerzo in dve leti je študiral v Rimu. Poleg poljščine je govoril in pisal nemško, italijansko, in latinsko.
Ko je Rusija leta 1610 zašla v popolno anarhijo, je skupina moskovskih bojarjev petnajstletnemu kraljeviču ponudila položaj ruskega carja pod pogojem, da prestopi v pravoslavno vero. To je bilo v nasprotju z načrti njegovega očeta Sigismunda, ki si je postavil za cilj, zavzeti Moskvo in prebivalstvo spreobrniti v katoliško vero in je zato sam hotel postati ruski car, kar pa je bilo za Ruse popolnoma nesprejemljivo.
Vladislav je že zgodaj pokazal svojo vojaško nadarjenost in srčnost. Leta 1616 ga je oče poslal z vojsko nad Moskvo. Zmagal je v nekaj bitkah, a Moskve ni mogel zavzeti. Leta 1618 je bilo s premirjem v Deulinu bojevanje z Rusi prekinjeno za 14 let.
Leta 1619 je odšel v Šlezijo, da bi pomagal Habsburžanom v boju proti češkim husitom. Ta priložnost se mu ni ponudila, vzpostavil pa je tedaj dobre odnose z Jurijem Viljemom, brandenburškim volilnim knezom in poljskim vazalom v Knežji Prusiji.
Leta 1621 je bil eden od poljskih poveljnikov v bitki proti Turkom pri Hotinu (Hočimu) v dolini Dnestra. Čeprav je zbolel, je njegova prisotnost prisilila druge poveljnike, da so vztrajali v boju in dosegli mirovni sporazum, ki je ohranil staro mejo. Ta dosežek je Vladislava mednarodno proslavil kot branilca krščanstva.
V letih 1624-25 je v spremstvu nekaterih dvorjanov potoval po Evropi; ob tem je spoznal mnoge pomembne osebnostmi: v Münchnu se je srečal z bavarskim vojvodo Maksimilijanom I., v Bruslju s špansko princeso Isabello Claro Eugenio; v Antwerpnu je spoznal slikarja Rubensa, pri Bredi pa slavnega španskega vojskovodjo Ambrosia Spinolo in njegovo vojaško tehniko; v Rimu ga je sprejel papež Urban VIII. V Genovi in Benetkah se je navduševal nad ladjedelnicami. Leta 1626 je bil spet doma in je sodeloval v bitki proti Švedom pri Gniewu.
Zaradi neuspehov pri bojevanju s Švedi so proti koncu vladanja Sigismunda III. med poljskim plemstvom ponovno oživele razprave o reformah, ki bi izboljšale delovanje sejma in okrepile kraljevo oblast (odločanje v sejmu z dvotretjinsko večino, izvolitev novega kralja še za življenja starega, izbor med le domačimi kandidati). Vendar se je vse končalo, enako kot že velikokrat poprej, pri strastnih in brezplodnih diskusijah, kajti šlahta in celo magnati, ki so podpirali kralja, so vse bolj verjeli geslu o "zlati svobodi" in si niso želeli močnega vladarja.

## Vladar Poljske-Litve
Ob očetovi smrti (1632) je bil Vladislav edini kandidat za novega kralja. S svojo odprtostjo, viteštvom in s prisrčnim odnosom do prihodnjih podložnikov si je že v svojem mladeniškem obdobju pridobil naklonjenost Poljakov, ki so v novem vladarju videli napoved boljših časov.
Navdušenje nad novim vladarjem pa šlahte ni motilo, da ne bi že v začetku njegovega vladanja poskušala še bolj omejiti njegovo oblast. Kralj tega ni dovolil in se je nekaj let trudil za povečanje svojih posebnih pravic. Pri tem se je uprl na cerkev in dvoru naklonjene magnate. Toda vsi načrti so spodleteli. Onemogočeno je bilo kakršnokoli trajnejše politično sodelovanje med prestolom in plemstvom. Plemstvo si ni dalo odvzeti svoje svobode, privilegijev in dohodkov.

## Vojne z Rusi, Turki in Švedi
Takoj po smrti Sigismunda III. so Rusi prekoračili vzhodno mejo države in oktobra 1632 začeli oblegati Smolensk. Vladislav je septembra 1633 uspel zlomiti obroč okrog mesta in potem obkoliti vojsko ruskega vojskovodje Mihaila Šeina, ki se je moral maja 1634 predati. Vladislav je tedaj prvič uporabil novosti v pešadiji in topništvu, ki jih je spoznal na zahodu. Vojno bi želel nadaljevati in Ruse pridobiti na svojo stran za boj proti Švedom, a mu sejm tega ni dovolil. Mir v Polanovu (1635) je potrdil meje iz Deulina. Moskva je pristala na plačilo 20.000 rubljev, Vladislav pa se je odrekel zahtevi po carskem prestolu in vrnil carske insignije, ki so bile od časa Lažnega Dimitrija v poljsko-litovski posesti. Istočasno (1633–34) se je hetman Stanisław Koniecpolski bojeval proti Turkom in dosegel obnovitev miru, v katerem sta se obe strani ponovno sporazumeli, da bosta brzdali mejne vpade Kozakov in Tatarov. Otomani so Poljsko-Litvo priznali kot suvereno državo.
Potem ko je uspešno zaključil vojskovanje na vzhodu in jugu, je Vladislav svojo pozornost usmeril k Švedski in k svojim prizadevanjem, da bi si pridobil švedsko krono. Leta 1635 je z oboroženo silo prisilil Švede, da so umaknili posadke iz pruskih pristanišč. Vojno bi želel nadaljevati in je v ta namen že začel v Władysławowu graditi poljsko ladjevje, vendar ni dobil podpore sejma, pa tudi magnati in vplivno mesto Gdansk so bili proti. Ker tudi Švedi, ki so nadaljevali tridesetletno vojno, niso bili navdušeni za bojevanje v Livoniji, je prišlo do premirja v Stumsdorfu (Sztumska Wieś, september 1635), v katerem so Švedi priznali novo stanje na terenu in se odpovedali pobiranju takse od poljske baltske trgovine.

## Tesnejši stiki s Habsburžani
Vladislav se prvemu ministru Francije Richelieuu ni pustil pritegniti v tridesetletno vojno in se je raje začel povezovati s Habsburžani. Leta 1637 se je poročil s Cecilijo Renato, sestro cesarja Ferdinanda III., in pri tem obljubil, da ne bo podpisoval vojaških zvez proti Habsburžanom, ti pa so mu obljubili pomoč pri prizadevanjih za švedski prestol. Vladislavovo zavezništvo s Habsburžani je omehčalo brandenburškega velikega kneza Friderika Viljema, da se je leta 1641 kot vazal v Knežji Prusiji prišel poklonit na varšavski grad (to je bila zadnja poklonitev pruskega vladarja poljskemu kralju).
Vladislav si je v obdobju 1636-38 doma ponovno prizadeval za reforme, ki bi razširile kraljeve pristojnosti. Skušal si je zagotoviti dedno pokrajino, ki bi utrdila moč njegove dinastije. Prizadeval si je ustanoviti viteški red brezmadežnega spočetja device Marije (podoben habsburškemu Redu zlatega runa). Sejm je vse te njegove predloge zavračal in mu, nasprotno, še omejil nekatere pravice, kot npr. pooblastilo najemanja tujih čet. Vladislavovemu predlogu, da bi zbrali nekaj denarja za vojsko z zvečanjem taks na trgovanje, so nasprotovali tudi trgovci in mesto Gdansk.
Leta 1640, potem ko je dobil sina, se je skušal še enkrat, kot že nekajkrat poprej, uveljaviti v mednarodnem okolju kot posrednik med sprtimi stranmi v tridesetletni vojni in kot mediator v verskih vprašanjih (konferenca v Torunju), a brez uspeha.
Po ženini smrti (1644) se je Vladislavova navezanost na Habsburžane razrahljala in se je povečala njegova naklonjenost Francozom. Leta 1646 se je poročil z Ludoviko Marijo, hčerko neverskega kneza Karla I. Gonzage.

## Vstaja kozakov
Vladislav ni s svojimi predlogi v sejmu nikdar uspel, zato se je svojega zadnjega načrta lotil kar na svojo roko. Na Krimu je nameraval uničiti Tatare, ki so neprestano ropali po ozemlju Ukrajine, potem pa zaviti na Balkan in izriniti Turke iz Evrope. Za to bi potreboval pomoč vojaško dobro organiziranih in veščih borcev, kakršni so bili zaporoški kozaki, ki so imeli svoje središče v Zaporoški Seči, na otokih pod dneprskimi brzicami. Vladislav se je začel osebno pogovarjati z njihovimi poveljniki, jim verjetno marsikaj obljubil, jim dal v naprej nekaj denarja in jim naročil, naj pripravijo 60 dobro oboroženih čolnov za spust po Dnepru. Ko so se govorice o dogovarjanju razširile in je bilo slišati tudi o posebnem statusu, ki naj bi ga dobili Kozaki, je poljski senat zahteval takojšnjo prekinitev priprav in tudi sejm je spomladi leta 1647 zahteval isto. Ker ni bilo podpore sejma, je večina kozaških poveljnikov prenehala s pripravami, ne pa tudi hetman Bogdan Hmelnicki, ki je s svojo enoto zavzel Sič in spodbujal k uporu proti poljsko-litvanskemu sejmu, češ, naj si Kozaki vzamejo s silo sami, česar jim sejm noče dati. Okrog Hmelnickega se je zbiralo vse več somišljenikov. Aprila 1648 so se Kozaki na velikem zborovanju odločili za vojno proti Poljski in za poveljnika izvolili Bogdana Hmelnickega. Ko je za to zvedela poljska posadka v trdnjavi Kudak, je njen poveljnik Mihołaj Potocki, ki se očitno ni zavedal resnosti položaja, proti upornikom poslal vojaško enoto 3.000 mož. Vojaki so se pri Želtyjih vodyh srečali z enkrat večjo vojsko Kozakov, ki jih je vse pobila.
Hmeljnicki si je zagotovil podporo Krimskih tatarov in naslednji mesec (maj 1648) skupaj z njimi (15.000 Kozakov in 40.000 Tatarov) pri Koršunu še enkrat premagal Poljake (8.000 mož). V tem kritičnem trenutku je umrl kralj, ki je bil za Kozake nekakšna moralna avtoriteta. Pomislekov sedaj ni bilo več. Upornikom so se pridružili že dolgo nezadovoljni ukrajinski kmetje, meščani ter celo pravoslavna duhovščina in malo in srednje plemstvo. Tako veliki množici magnati, ki so dotlej dušili kmečke upore s svojimi vojskami, niso bili kos. Vstaja, za katero se je sprva mislilo, da je le ena od mnogih, je bila dejansko uvod v vojaški in politični razkroj poljske države, kateremu je bil priča Vladislavov naslednik, njegov mlajši polbrat Ivan II. Kazimir.

## Vladislavova osebnost
Vladislav je bil človek, ki je znal očarati sogovornike. Bister, odprt, prijazen, optimističen, z občutkom za humor si je že kot mladenič pridobil šlahto. Izkazal se je kot dober vojskovodja, ki je poljsko-litvansko vojsko dvignil na višji nivo, tako v poveljevanju kot v oborožitvi, tako da je bila sposobna z manj borci premagati številčnejšega sovražnika. Pri tem ga je ves čas spodbujala misel na švedski prestol, za katerega je bil do konca življenja prepričan, da mu po očetu pripada. Za njegovo osvojitev bi potreboval močno vojsko. Močan vladar pa je bil ravno to, česar se je poljsko plemstvo balo in mu zato v sejmu nikdar ni odobrilo dovolj denarja, da bi lahko ustvaril veliko vojsko in močno državo.
Vladislav je v verskih vprašanjih težil k spravi med verami, tako v državi kot v mednarodnem okolju. Vendar njegova prizadevanja tudi tu niso rodila vidnih rezultatov.
Proti koncu življenja je trpel za ledvičnimi kamni. Leta 1647 ga je zelo prizadela smrt edinega sina. Za njim je tudi sam kmalu umrl.
Vladislava IV. je nasledil njegov mlajši polbrat Ivan II. Kazimir.